# 崔元略
崔元略（771年—830年），博陵郡安平县（今河北省衡水市安平县）人。

## 家世
祖父崔渾之，同州司士参军，赠司空。父崔儆是貞元年間尚書左丞，赠太师。

## 生平
與弟崔元式皆有文名，進士出身。被诸节度使府所聘，元和八年（813年），拜殿中侍御史。十二年，迁刑部郎中、知台杂事，擢拜御史中丞。累迁京兆尹，徙左散骑常待。820年，唐穆宗即位，他與宰相崔植不合，因怀疑崔植为了排挤他而让他出使党项，遂以生病推辞不去，被贬黔南观察使。转鄂州刺史、鄂岳都团练观察使。长庆四年（824年）入京拜大理卿。敬宗時复为京兆尹，825年遷任戶部侍郎，被谏官弹劾父事内常侍崔潭峻。次年被京兆尹刘栖楚弹劾他在任京兆尹时修东渭桥时贪赃，被罚俸一月。829年，文宗朝升戶部尚書，判度支。830年，出为检校吏部尚书、东都留守、畿汝等防御使，同年十月迁任滑州刺史、義成軍節度使，十二月卒，赠尚书右仆射。

## 家庭

### 兄弟
- 崔元受
- 崔元式
- 崔元儒

### 夫人
- 江夏李氏，封博陵郡君，长庆二年卒。有四子一女。

### 子孙
- 长子：崔铉，字台硕，武宗时宰相
  - 孙：崔沆，僖宗时宰相
  - 孙：崔汀
  - 孙：崔潭
  - 孙：崔沂
- 次子：崔鉥，明经擢第，元和十五年，弱冠而卒。
- 三子：崔鍔，长庆二年卒，年十九。
- 第四子：崔鐬（816年—862年），字节卿，宋州刺史、博陵县男
  - 孙：崔𨎊
  - 孙：崔輈
  - 孙：崔轩
  - 孙：崔牙儿
- 长女：苏五，元和十四年卒，年十六。

## 延伸阅读
[在维基数据编辑]
 在维基文库阅读此作者作品
 《舊唐書/卷163》，出自刘昫《舊唐書》
 《新唐書·卷160》，出自《新唐書》